# Морис Бланшо
Морис Бланшо (на френски: Maurice Blanchot) е френски философ, писател, литературен, културен и политически теоретик. Оказва силно влияние върху постструктуралистки философи като Жак Дерида.

## Биография
Роден е на 22 септември 1907 г. в селцето Квен, департамент Сон е Лоар (на френски: Saône-et-Loire), регион Бургундия, Източна Франция. Завършва Страсбургския университет, където става близък приятел с Еманюел Левинас, а след това и Сорбоната.
Работи като журналист и редактор. В навечерието на Втората световна война симпатизира на нацистите, пише антисемитски статии и призовава за сваляне на правителството на Блум. През 1940 г., след нападението на Германия над Франция, Бланшо се отрича от своите националсоциалистически убеждения и става активен участник във Френската съпротива. В средата на 40-те години окончателно се оттегля от политиката и се посвещава на литературата: още в края на войната той издава два романа и два литературоведски труда.
През 1946 г. Бланшо изоставя Париж и се установява в градчето Ез, департамент Приморски Алпи.
Умира на 20 февруари 2003 г. в Менил Сен Дени, департамент Ивлин, на 95-годишна възраст.

## Творчество
Творческият път на Бланшо започва в годините на Втората световна война с романите „Тъмният Тома“ (1941, втора ред. 1950) и „Аминадав“ (1942). По-нататък пише главно повести: „При смъртта“ (1948), „В желания миг“ (1951), „Последният човек“ (1957) и др. По същото време започва и дейността на Бланшо като критик и есеист; многобройните му статии са събрани в книгите „Лотреамон и Сад“ (1949) и „Обречено на огъня“ (1949).
От 70-те години Бланшо публикува основно художествени и философски фрагменти.